# 곽 (성씨)
곽(郭)은 한국의 성씨이다. 곽(郭)씨는 2015년 대한민국 통계청 인구조사에서 203,188명으로 조사되어, 한국의 성씨 인구 36위이다. 본관은 현풍(玄風), 청주(淸州), 선산(善山), 해미(海美), 봉산(鳳山) 등 5본이 전한다.

## 청주 곽씨
청주 곽씨(淸州郭氏) 시조 곽상(郭祥)은 신라 헌강왕 때 시중을 지냈다. 곽상의 증손자인 곽원(郭元)이 996년(고려 성종 15) 과거에 급제하여 형부상서(刑部尙書)를 거쳐 추성문리공신(推誠文理功臣)의 칭호를 받고, 1027년 참지정사(叅知政事)에 이르렀다.
곽원(郭元)의 손자인 곽상(郭尙)은 선종 때 추밀원좌승선(樞密院左承宣)를 역임한 후 숙종이 즉위한 뒤 호부상서에 제수(除授)되었고, 서경유수(西京留守)·형부상서·상서우복야 참지정사(尙書右僕射參知政事)를 거쳐 1103년(숙종 8)에 수사공(守司空)으로 치사하였다.
청주 곽씨는 고려시대 문과급제자 8명, 조선시대 문과급제자 14명을 배출하였다. 인물로는 곽예, 곽린, 곽지태, 곽충수, 곽충보, 곽추, 곽존중, 곽승우, 곽연성 등이 있다. 2015년 인구는 20,713명이다.

## 현풍 (포산)곽씨
현풍 곽씨(玄風郭氏) 시조 곽경(郭鏡)은 중국 관서(關西)의 홍농인(弘農人)으로서 고려에 귀화한 후 1138년(고려 인종 16) 과거에 급제하여 문하시중평장사(門下侍中平章事)를 지냈고 금자광록대부(金紫光祿大夫)에 올랐으며, 포산군(苞山君)에 봉해졌다고 한다. 조선조에 포산현(苞山縣)이 현풍(玄風)으로 개칭되고 대구 달성군 현풍읍 일대에 세거하였다. 현풍 곽씨는 조선시대 문과급제자 34명을 배출하였다. 인물로는 의병장 곽재우, 곽지훈, 곽승제 등이 있다. 2015년 인구는 166,608명이다.

## 선산 곽씨
선산 곽씨(善山郭氏) 시조 곽우현(郭佑賢)이 고려 시대에 은청광록대부(銀靑光祿大夫) 문하시중평장사겸태자첨서(門下侍中平章事兼太子詹書)를 지내고 선산군에 봉해졌다고 한다. 선산 곽씨는 조선시대 문과 급제자 4명을 배출하였다. 9대손 곽윤성(郭允誠)의 손자 곽은(郭垠)이 1472년(성종 3) 문과에 갑과로 급제하여 지평·헌납·전적·장령을 거쳐 승지에 이르렀다. 곽은의 손자인 곽시(郭詩)는 1539년(중종 34) 문과에 급제하여 홍문관정자를 역임하였다. 2015년 인구는 8,325명이다.

## 해미 곽씨
해미 곽씨(海美 郭氏)는 조선시대 문과 급제자 3명을 배출하였다. 전라남도 강진군에 세거하였다. 곽기수(郭期壽)가 1583년(선조 16년) 문과에 급제하여 예조좌랑과 부안현감을 역임하였다. 곽기수의 손자인 곽성구(郭聖龜)도 1631년(인조 9년) 문과에 급제하여 지평(持平)·장령(掌令)·헌납 등을 역임하였고, 곽성구의 아들 곽제화(郭薺華)도 1650년(효종 1) 문과에 급제하여 정언(正言)·장령·헌납·집의(執義)를 역임하였다. 2015년 인구는 3,025명이다.

## 봉산 곽씨
봉산 곽씨(鳳山 郭氏) 시조 곽봉(郭鳳)이 1511년(조선 중종(中宗) 6년) 문과에 급제하여 군수(郡守)를 역임하였다. 곽봉(郭鳳)의 아들인 곽희조(郭熙祖)도 1528년(중종 23년) 식년 문과에 급제하여 군수와 호조좌랑을 역임하였다. 2015년 인구는 6명이다.

## 같이 보기
- 곽 (중국 성씨)